# Rathaus (Andechs)

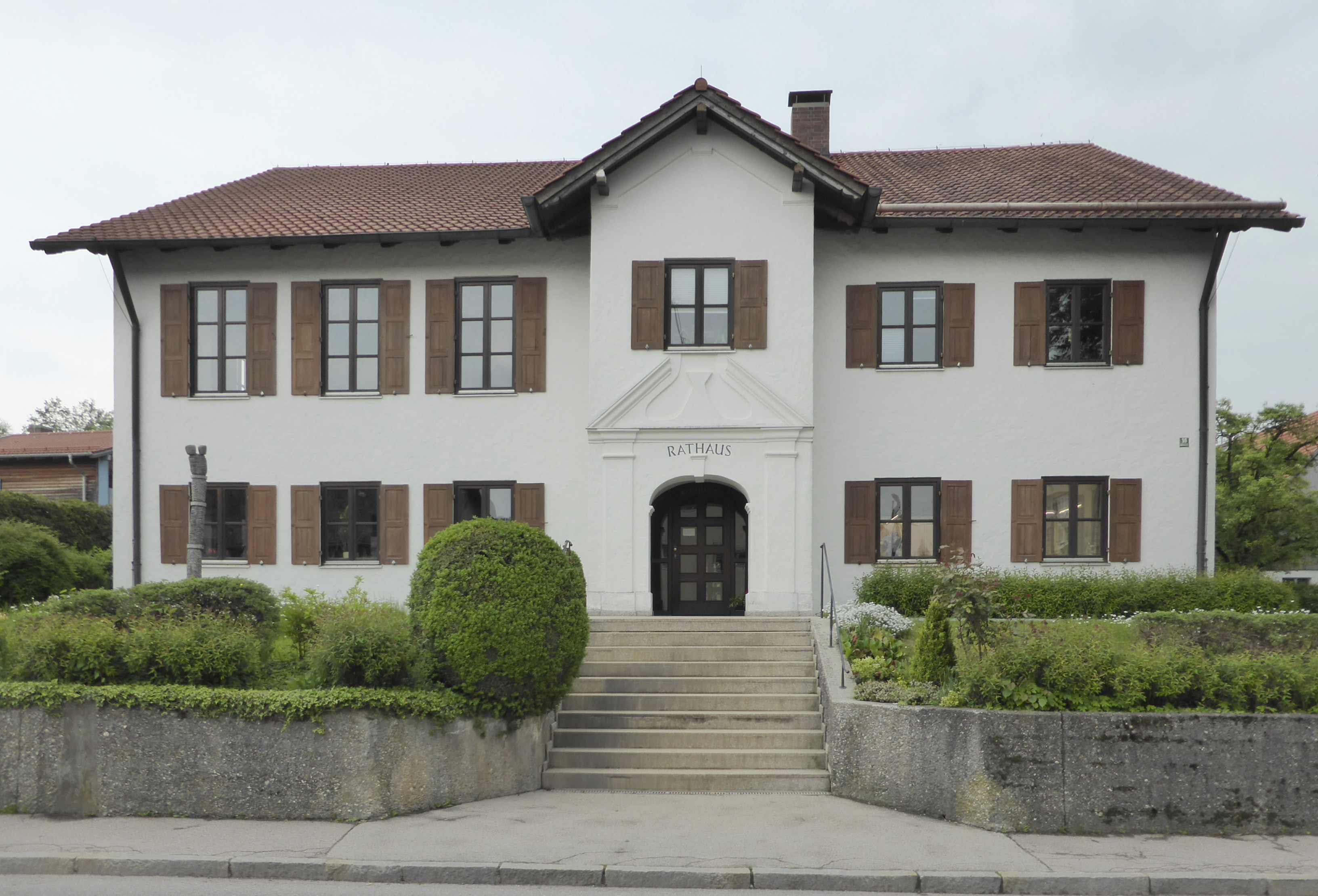
Rathaus in Andechs

Das Rathaus in Andechs, einer Gemeinde im oberbayerischen Landkreis Starnberg, wurde im Kern im 17./18. Jahrhundert als Forsthaus errichtet. Das heutige Rathaus an der Andechser Straße 16 ist ein geschütztes Baudenkmal. 
Der zweigeschossige Satteldachbau mit vier zu sechs Fensterachsen erfuhr Ende des 19. Jahrhunderts eine Vergrößerung und den gleichzeitigen Anbau eines Standerkers. Über dem rundbogigen Eingang ist ein Sprenggiebel aus Stuck angebracht.
Der Umbau zum Rathaus erfolgte 1978/79. 